# بوسينغ
بوسينغ (بالألمانية: Büssing AG) هي شركة تصنيع حافلات وشاحنات ألمانية، تأسست عام 1903 على يد هاينريش بوسينج (1843-1929) في براونشفايغ. تطورت بسرعة لتصبح واحدة من أكبر المنتجين الأوروبيين، حيث تم توزيع مركباتها الخدمية التي تحمل شعار Brunswick Lion على نطاق واسع، خاصة من الثلاثينيات فصاعدًا. استحوذت شركة مان على الشركة في عام 1971.